# 原田憲
原田 憲（はらだ けん、1919年（大正8年）2月12日 - 1997年（平成9年）1月29日）は、日本の政治家。衆議院議員（14期）、運輸大臣、郵政大臣、経済企画庁長官を歴任した。長男は衆議院議員の原田憲治。

## 来歴・人物
大阪府出身。父親は大阪府議会議長を務めた。大阪府立第十三中学校（現・大阪府立豊中高等学校）、関西大学予科を経て、1942年（昭和17年）明治大学専門部政治科を中退。池田産報協力工業労務課長、農工社勤労人事課長、原田印刷工業社長、阪神毎朝新聞社長などを務めた。
1946年（昭和21年）27歳で大阪2区（当時）より第22回衆議院議員総選挙に日本自由党から立候補したが落選。翌1947年（昭和22年）旧大阪3区より第23回衆議院議員総選挙に日本自由党から立候補し初当選（当選同期に田中角栄・鈴木善幸・中曽根康弘・増田甲子七・中山マサ・松野頼三・倉石忠雄・石田博英・園田直・櫻内義雄・根本龍太郎・佐々木秀世・中村寅太など）。通算当選14回。
通商産業政務次官（第2次岸改造内閣）、大蔵政務次官（第2次池田第2次改造内閣）などを経て、1968年（昭和43年）第2次佐藤第2次改造内閣の運輸大臣として初入閣。その後自民党国会対策委員長、 第2次田中角栄第1次改造内閣の郵政大臣などを歴任したが、1979年（昭和54年）の第35回衆議院議員総選挙では、日本共産党の村上弘の返り咲きを許し次点で落選する。大阪は自民党の地盤が脆弱であることを露呈した。自民党では大野伴睦→村上勇→水田三喜男派に所属したが、水田の死去後は田中派に加入。
1988年（昭和63年）12月、竹下改造内閣の副総理格の国務大臣・経済企画庁長官に就任したが、リクルートからの政治献金問題（リクルート事件）により在職わずか30日で辞任に追い込まれた。1992年、東京佐川急便事件に関連して経世会金丸信会長辞任後の後継会長選びで、座長見解として「小渕恵三君が適当と思う」とコメントしたことから、小渕会長への流れが急加速、その後の竹下派分裂・政界再編の遠因となった。
1996年（平成8年）、第41回衆議院議員総選挙で新しく導入された小選挙区制の大阪9区から、15選を目指して出馬。次期衆議院議長の最有力候補と目されていたが、世代交代の波に逆らえず、新進党の西田猛に敗れて落選した。
1997年1月29日、肺炎のため大阪府池田市の病院で死去。享年79（満77歳）。

## 所属していた団体・議員連盟
- 憲法20条を考える会（顧問）